# Клисура Госпођин вир
Клисура Госпођин вир (рум. Defileul Gospodin Vir) је клисура у композитној долини Ђердапа између Румуније и Србије. Повезује Љупковску котлину на западу са Доњемилановачком котлином на југоистоку. Ширина јој износи од 210-380 метара, а одликује је велики број вирова, по чему је и добила назив. Вртлози праве велика удубљења у кориту, такозване лонце, а један такав достиже дубину од 82 метра, чиме представља највећу дубину у Ђердапу, што је чак и испод површине Црног мора. Клисуру са југозапад окружује планина Шомрда у Србији, а са североистока планина Мунци Алмажулуј у Румунији.